# Bidysderina perdido
Espèce
Bidysderina perdido est une espèce d'araignées aranéomorphes de la famille des Oonopidae.

## Distribution
Cette espèce est endémique de la province de Napo en Équateur.

## Description
Le mâle holotype mesure 1,72 mm et la femelle 2,40 mm.

## Étymologie
Son nom d'espèce lui a été donné en référence au lieu de sa découverte, le río Perdido.

## Publication originale
- Platnick, Dupérré, Berniker & Bonaldo, 2013 : The goblin spider genera Prodysderina, Aschnaoonops, and Bidysderina (Araneae, Oonopidae). Bulletin of the American Museum of Natural History, no 373, p. 1-102 (texte intégral).